# Хосе Луис Долхета
Хосе Луис Долхета (шп. José Luis Dolgetta; Валенсија, 1. август 1970 — Гвајакил, 31. октобра 2023) био је венецуелански фудбалер.
Играо је на позицији везног играча и нападача.

## Биографија

### Клупска каријера
На сениорском нивоу је почео да игра 1990. године за клуб из свог родног града Валенсије. Убрзо је променио неколико клубова у Венецуели. Постао је најбољи стрелац националног првенства у сезонама 1995/96 (22 гола) и 1997/98 (22 гола).
У Еквадор је прешао 2000. годинеје где је играо за Текнико Университарио, а затим се вратио у Венецуелу. Са 31. годином је завршио играчку каријеру.

### Репрезентативна каријера
Од 1993. године је играо за репрезентацију Венецуеле. У Купу Америке 1993 је био најбољи стрелац турнира, постигавши 4 гола у три утакмице у групној фази - по један против Еквадора (1:6) и Уругваја (2:2), и постао је двоструки ударац против САД (3:3).
На следећем Купу Америке, 1995. постигао је два гола, по један гол против Уругваја (1:4) и један против Парагвај (2:3), репрезентација Венецуеле је изгубила сва три меча. Са укупним скором од шест голова на два турнира постао је најбољи је стрелац Венецуеле н Копа Америка турнирима.
Последње мечеве за репрезентацију одиграо је у 1997. године. Укупно, Долхета је одиграо 22 утакмице и постигао 6 голова за национални тим.

### Тренерска каријера
Од почетка 2000. године радио је као тренер, водио је тимове прве и друге лиге, али није постигао запажен успех.

## Статистика

### Репрезентативна
| репрезентација | Година | Утакмица | Голова |
| -------------- | ------ | -------- | ------ |
| Венецуела      | 1993   | 11       | 4      |
| Венецуела      | 1994   | 0        | 0      |
| Венецуела      | 1995   | 5        | 2      |
| Венецуела      | 1996   | 3        | 0      |
| Венецуела      | 1997   | 1        | 0      |
| Укупно         | Укупно | 20       | 6      |

### Голови у репрезентацији
Погодци и резултат Венецуеле су на првом месту, противнички на другом (прво и друго полувреме=.
| Бр | Датум         | Стадион                                     | Противник        | Погодци | Резултат | Такмичење          |
| -- | ------------- | ------------------------------------------- | ---------------- | ------- | -------- | ------------------ |
| 1. | 15. јун 1993. | Стадион Олимпико Атахуалпа, Кито, Еквадор   | Еквадор          | 1:4     | 1:6      | Копа Америка 1993. |
| 2. | 19. јун 1993. | Стадион Бељависта, Амбато, Еквадор          | Уругвај          | 1:0     | 2:2      | Копа Америка 1993. |
| 3. | 22 June 1993  | Стадион Бељависта, Амбато, Еквадор          | Сједињене Државе | 1:3     | 3:3      | Копа Америка 1993. |
| 4. | 22 June 1993  | Стадион Бељависта, Амбато, Еквадор          | Сједињене Државе | 2:3     | 3:3      | Копа Америка 1993. |
| 5. | 5. јул 1995.  | Стадион Сентенарио, Монтевидео, Уругвај     | Уругвај          | 1:2     | 1:4      | Копа Америка 1995. |
| 6. | 12. јул 1995. | Стадион Доминго Бургењо, Малдонадо, Уругвај | Парагвај         | 2:2     | 2:3      | Копа Америка 1995. |